# Dewoitine HD.412
Dimensions
Le Dewoitine HD.412 est un hydravion français de course monomoteur à aile basse, conçu par la société française de Constructions Aéronautiques Émile Dewoitine en vue d'une participation à la Coupe Schneider de 1931.

## Contexte historique
En 1928, le gouvernement français décida de la participation de l'équipe nationale pour le Trophée Schneider de 1928, qui se tiendra à Calshot, en Grande-Bretagne. À cette fin, il fut établi une Section d Entrainement sur la Lagune de Berre, et décidé de la construction de trois hydravions de course. Deux par la Société des Avions Bernard, et un par Nieuport-Delage.

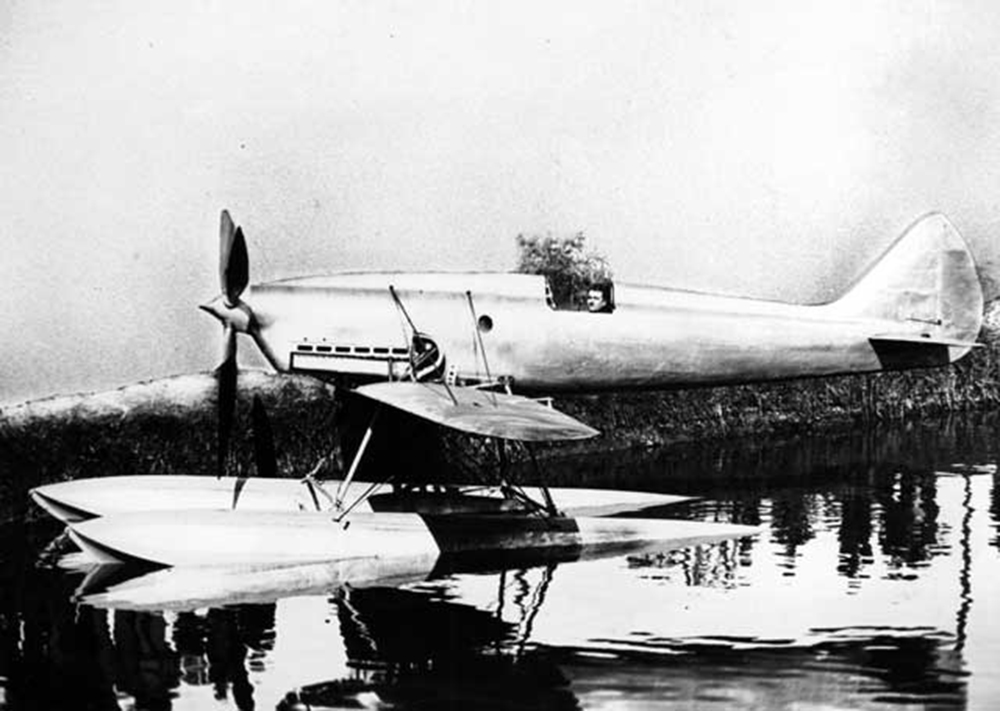
Dewoitine HD-41

La SAF (Avions Dewoitine), par le biais de son chef designer et ingénieur Émile Dewoitine, commença à prendre un intérêt dans la compétition. En 1930, il conçut un hydravion de formation désigné HD.40 . Dans les premiers mois de 1930, Dewoitine construisit le projet d'hydravion de formation HD.41, à partir duquel fut extrapolé l'hydravion de course HD.410. 
Durant les années 1930, dans un effort pour gagner la Coupe Schneider, le gouvernement français ordonna à la Société Bernard le développement de deux nouveaux appareils, désignés HT 220 et HV-320. Le premier devait être équipé d'un puissant moteur Lorraine 12 Rcr Radium de 2 200 ch, tandis que le second recevait un moteur Renault 12 Rcr de 2 000 ch. Dans le même temps, Nieuport-Delage reçut une commande pour deux avions supplémentaires (désigné NiD.651 avec le moteur Lorraine Rdium et NiD-652 avec moteur Renault), tout comme Dewoitine (HD.411 avec moteur de Lorraine 12Rcr Radium et HD.412 avec le moteur Renault 12Ncr).

## Conception et développement
Le Dewoitine HD.412 était un hydravion à flotteurs de construction métallique. La configuration était classique : monocoque monoplan à aile basse en porte-à-faux. Les deux flotteurs en métal, reliés au fuselage par deux paires de supports en forme de V inversés. L'avion était un monoplace avec cockpit ouvert.
Le moteur prévu à l'origine était un moteur V12 inversé Lorraine 12 Rcr Radium, à refroidissement liquide. La puissance prévue était de 2 200 ch (1 390 kW) au niveau de la mer, entrainé par une hélice tripales en métal. Le moteur était équipé d'un compresseur à deux étages Rateau. Avec ce moteur, l'avion était censé atteindre une vitesse maximale de 600 km/h. Ce moteur ne fut jamais installé. À sa place fut monté un moteur Hispano-Suiza 18R de 1 680 ch. C'était un moteur situé à l'extrême de la gamme de production de Hispano-Suiza, développé depuis 1929, avec 18 cylindres disposés en W. Dans la version 18S, il avait une cylindrée de 54 litres, et délivrait une puissance de 1 125 ch à 2 000 tr/min, alimenté par neuf carburateurs triple corps. Ce moteur de 590 kg, dans la version de la 18R, sans le réducteur, consommait 225 g de carburant par cheval fourni, avec un mélange indice d'octane 85.

## Historique opérationnel
Le prototype Dewoitine HD.411 ne fut jamais achevé en raison des difficultés insurmontables du développement du moteur Lorraine 12 Rcr Radium, qui devait être potentiellement supérieur à n'importe quel moteur existant d'alors. En juillet 1931, le premier modèle du Lorraine 12 Rcr fut envoyé aux ateliers Dewoitine à Toulouse pour être testé. Sur le banc d'essai, le moteur s'avéra incapable de dépasser les 2 000 tr/min. L'ingénieur en chef de Lorraine, Marius Barbarou, réalisa une série de modifications, mais la puissance de 2 200 ch ne fut jamais atteinte. En août de la même année, le développement du moteur fut abandonné et aucun moteur ne fut livré à Bernard ou Nieuport-Delage. L'abandon du moteur Lorraine Radium conduisit à la suspension du développement du HV-220 .

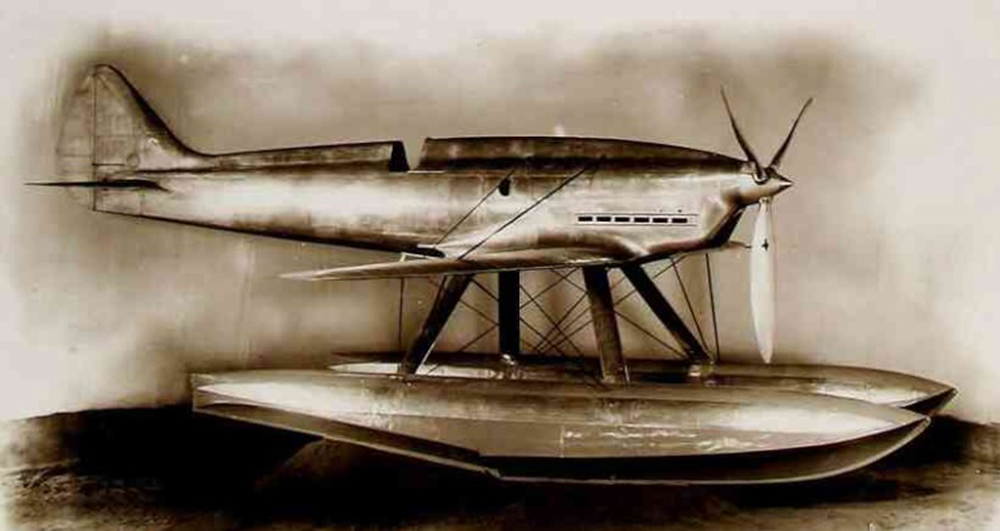
Dewoitine HD.411

Le Dewoitine HD.412 vola pour la première fois à la fin de 1931, équipé d'un moteur Hispano-Suiza 18R de 1 680 ch, avec une vitesse maximale enregistrée de 565 km/h. Il fut envisagé de modifier le prototype Bernard HV-120 en vue de sa participation à la compétition, mais cette solution fut vite abandonnée. La mort du pilote Georges Bougault pendant le premier vol du prototype Bernard HV-120, à Berre le 30 juillet 1931, la disparition d'Antoine Paillard, pilote d’essais Bernard, décédé le 16 juin d’une crise d’appendicite et les difficultés rencontrées par Joseph Sadi-Lecointe incapable de faire décoller le prototype de Nieuport-Delage NiD-650, conduisit à l'abandon de la participation française à la Coupe Schneider. Le deuxième prototype, qui était équipé du moteur Renault 12Ncr, ne fut jamais été terminé. 
Le gouvernement français comptait sur une brillante participation de l'équipe de France à la Coupe Schneider 1931 à Calshot, Angleterre. Sur le papier, l'équipe pouvait compter sur les hydravions Bernard H.V-40, H.V-42, H.V-120, Dewoitine HD.412 et Nieuport-Delage NiD-650. Tous ces hydravions avaient été spécifiquement développés et conçus pour la course. La France devra finalement déclarer forfait en raison des difficultés insurmontables de développement du moteur Radium. L'équipe italienne dut également se retirer, leurs avions n'étant pas terminés à temps pour la participation. Français et Italiens demandèrent à l'organisation de déplacer la date de la course pour être en mesure d'y prendre part, mais le Royal British Aero club refusa. En raison des problèmes politiques et économiques, la Grande-Bretagne put organiser l'événement grâce à un don de 100.000 livres fait par Lady Houston. La course eut lieu le samedi 12 septembre 1931 et vit la victoire du Supermarine S.6B piloté par John N. Boothman. Cette ultime victoire (trois victoires successives) permit aux Anglais de conserver définitivement la Coupe Schneider.

## Versions
- HD.40 : premier projet d'un hydravion d'entrainement à haute vitesse.
- HD.41 : projet 1930, pour hydravion de course. 2 exemplaires.
- HD.411 : projet 1931 hydravion de course avec moteur Lorraine 12Rcr Radium. Jamais réalisé.
- HD.412 : projet HD.411 équipé d'un moteur Hispano-Suiza 18R.